# Hendrik I van Bar
Hendrik I van Bar (circa 1158 - oktober 1190) was van 1170 tot aan zijn dood graaf van Bar en heer van Mousson en Amance. 

## Levensloop
Hendrik was de oudste zoon van graaf Reinoud II van Bar en Agnes van Champagne, dochter van graaf Theobald II van Champagne.
In 1170 volgde hij zijn overleden vader op als graaf van Bar, heer van Mousson en heer van Amance. Omdat hij nog minderjarig was, werd hij tot in 1173 onder het regentschap van zijn moeder geplaatst. Aangezien enkele van zijn voorouders graven van Verdun waren geweest, claimde zijn moeder in 1172 in Hendriks naam dit graafschap dat in handen was van de bisschop van Verdun. Uiteindelijk werden moeder en zoon door de bisschop geëxcommuniceerd en moesten ze in 1177 hun claims op het graafschap Verdun laten vallen.
In 1178 begon Hendrik aan de bouw van het fort van Liverdun. Hij had deze taak overgenomen van de bisschop van Toul, die overrompeld was door de grootte van de werken. De bisschop van Toul had de opdracht van de bouw van het fort van Liverdun gekregen van hertog Simon II van Lotharingen.
Via zijn moeder was Hendrik een neef van koning Filips II van Frankrijk. Op 11 november 1179 was Hendrik aanwezig bij de kroning van Filips II in Reims.
Na de val van Jeruzalem in 1187 sloot Hendrik zich aan bij de Derde Kruistocht. In 1189 vertrok hij naar wat nog overbleef van het Koninkrijk Jeruzalem en na aankomst nam hij deel aan het Beleg van Akko. Tijdens dit beleg raakte hij op 4 oktober 1190 zwaargewond tijdens een veldslag tegen de troepen van Saladin. Enkele dagen later stierf Hendrik aan de gevolgen van zijn verwondingen. 
Hendrik was ongehuwd en kinderloos gebleven. Zijn jongere broer Theobald I volgde hem op.